# Église Saint-Martin de Coume
L'église Saint-Martin se situe dans la commune française de Coume, à l'Est du département de la Moselle.

## Histoire
L'ancienne église se trouvait à Bering, village détruit en 1632 par les Suédois. L'édifice actuel, dédié à saint Martin, est construit en 1868 dans le style néogothique par le maître constructeur Scherrer.

## Galerie

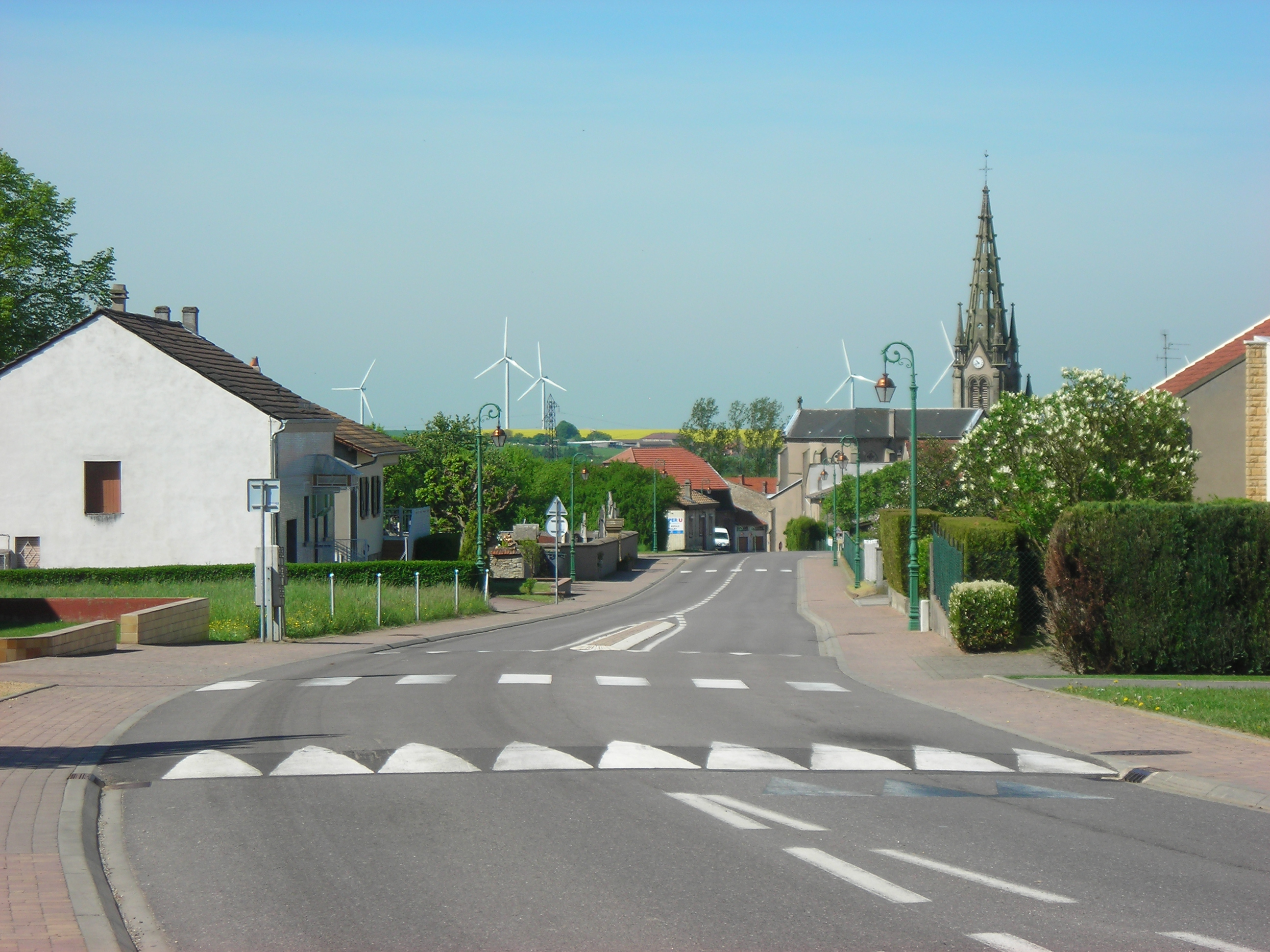
Rue principale, église et éoliennes de Boulay
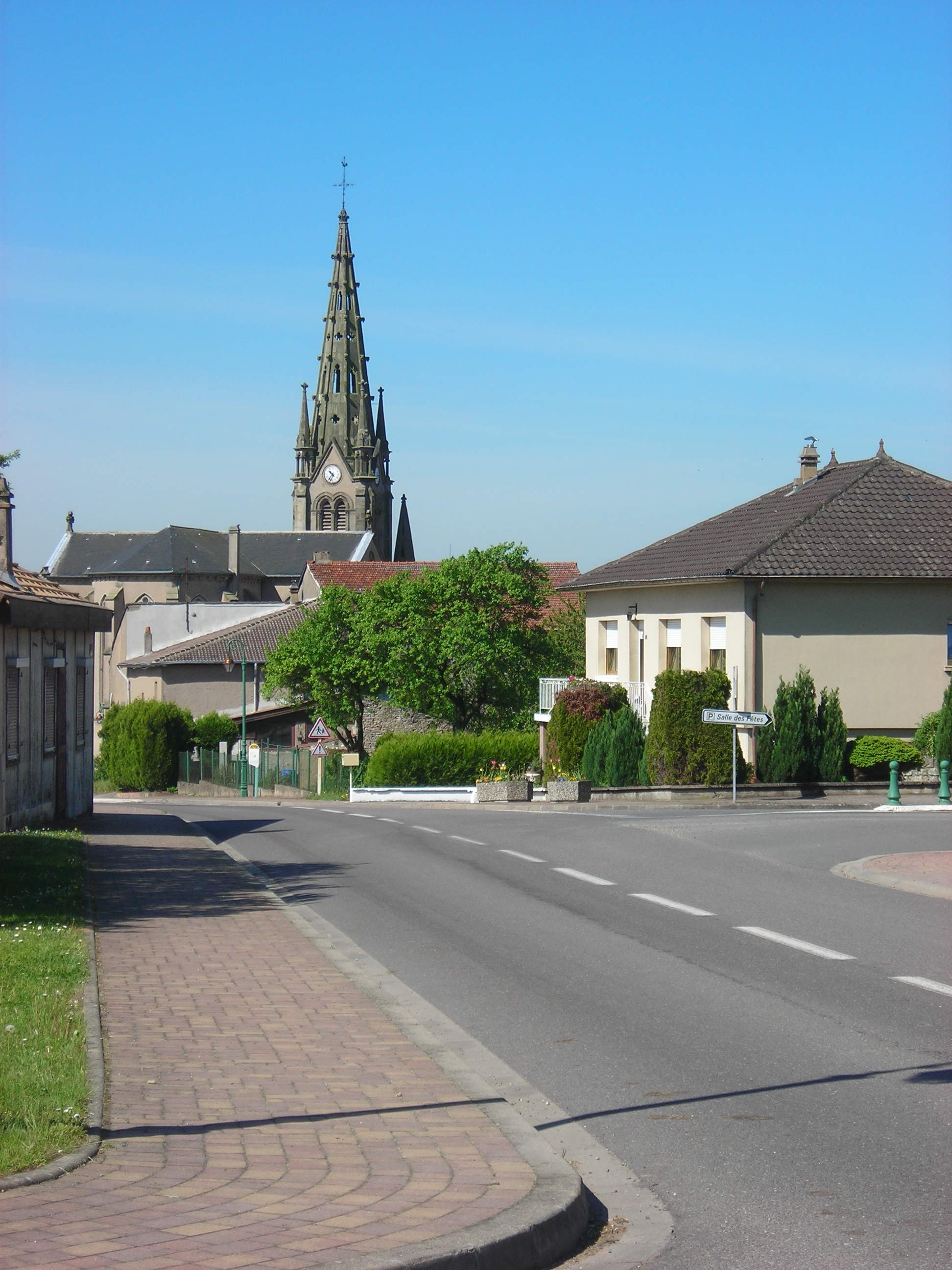
La rue principale et l'église
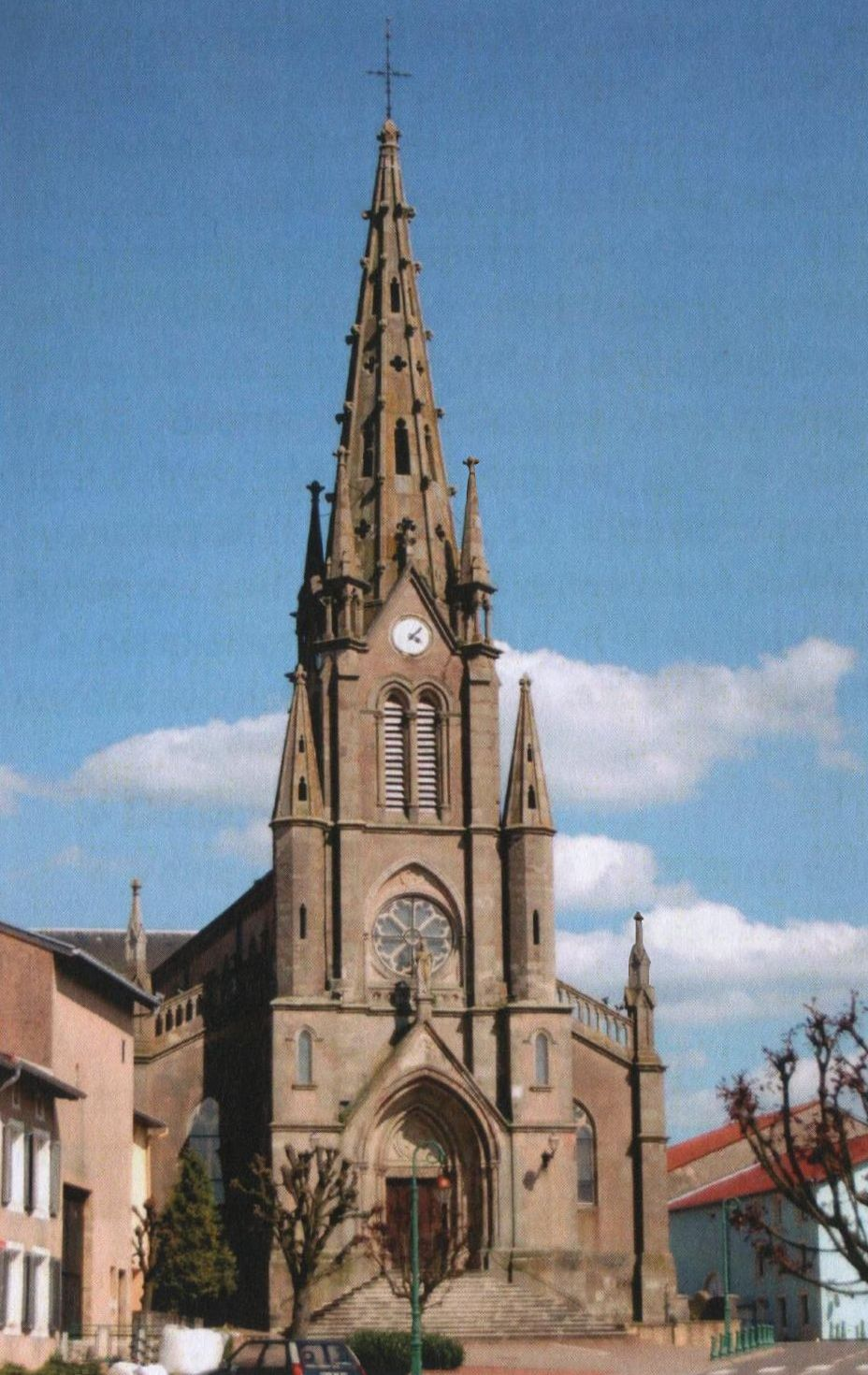
Église vue de devant
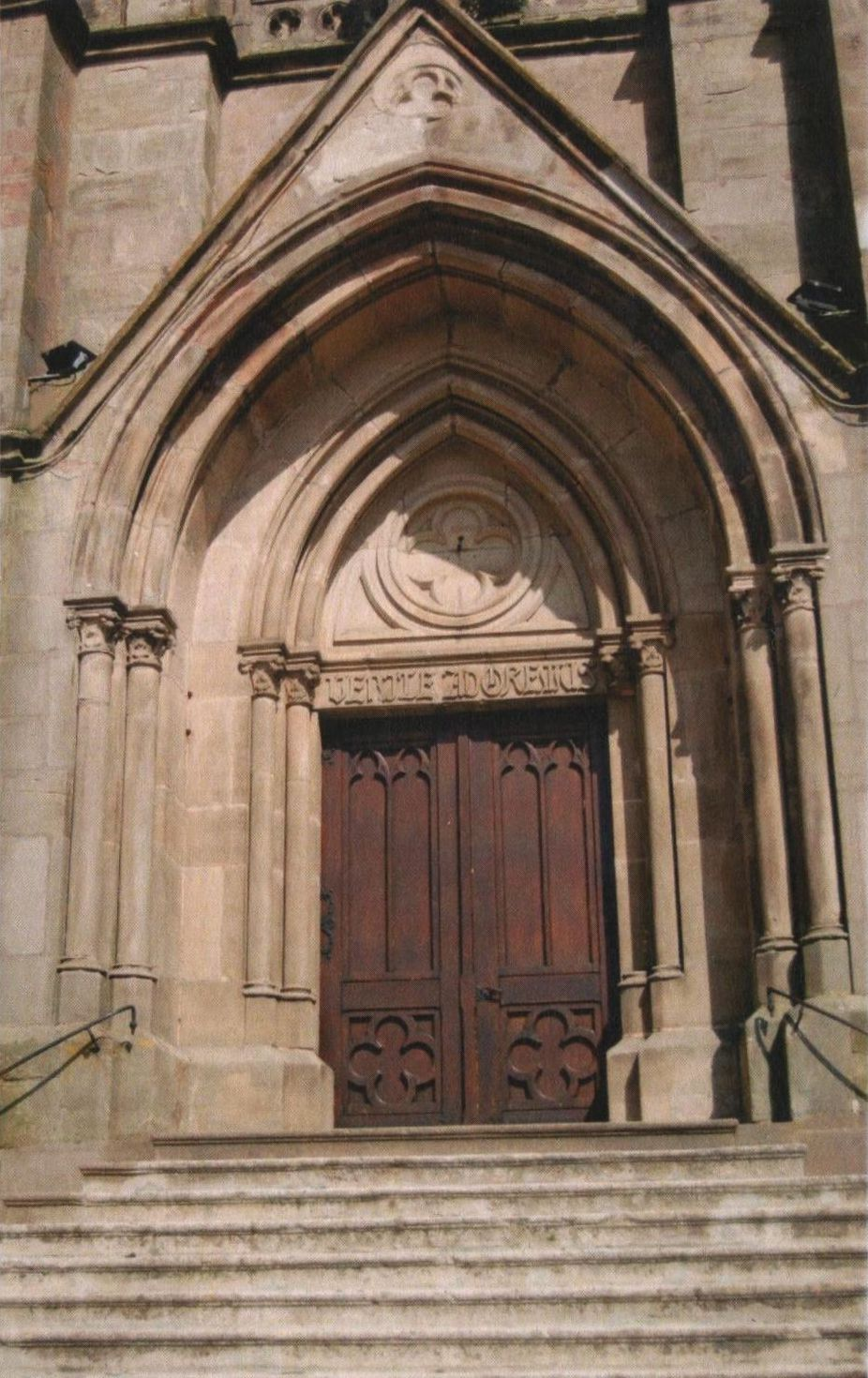
Entrée principale de l'église
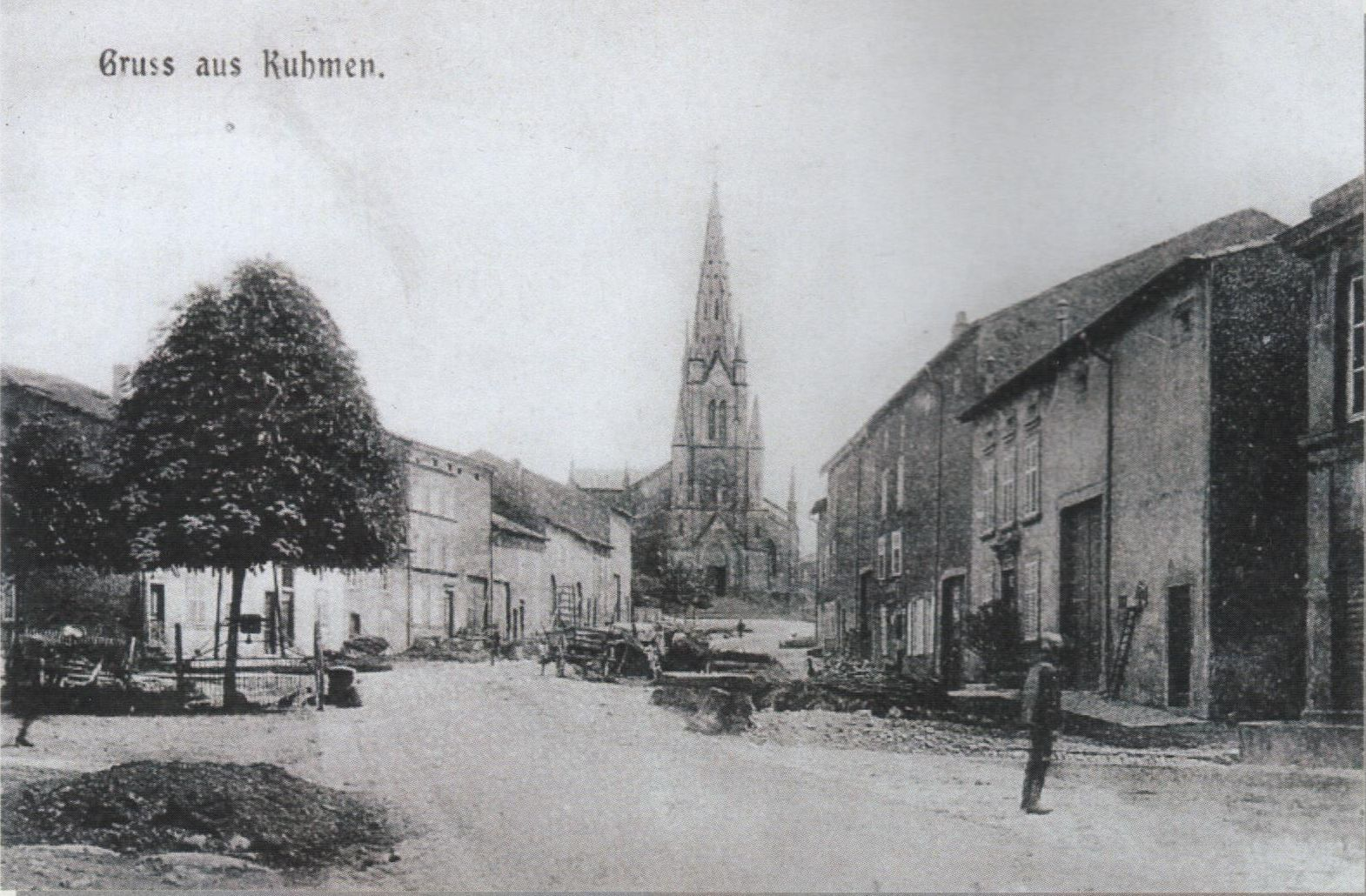
L’église en 1914
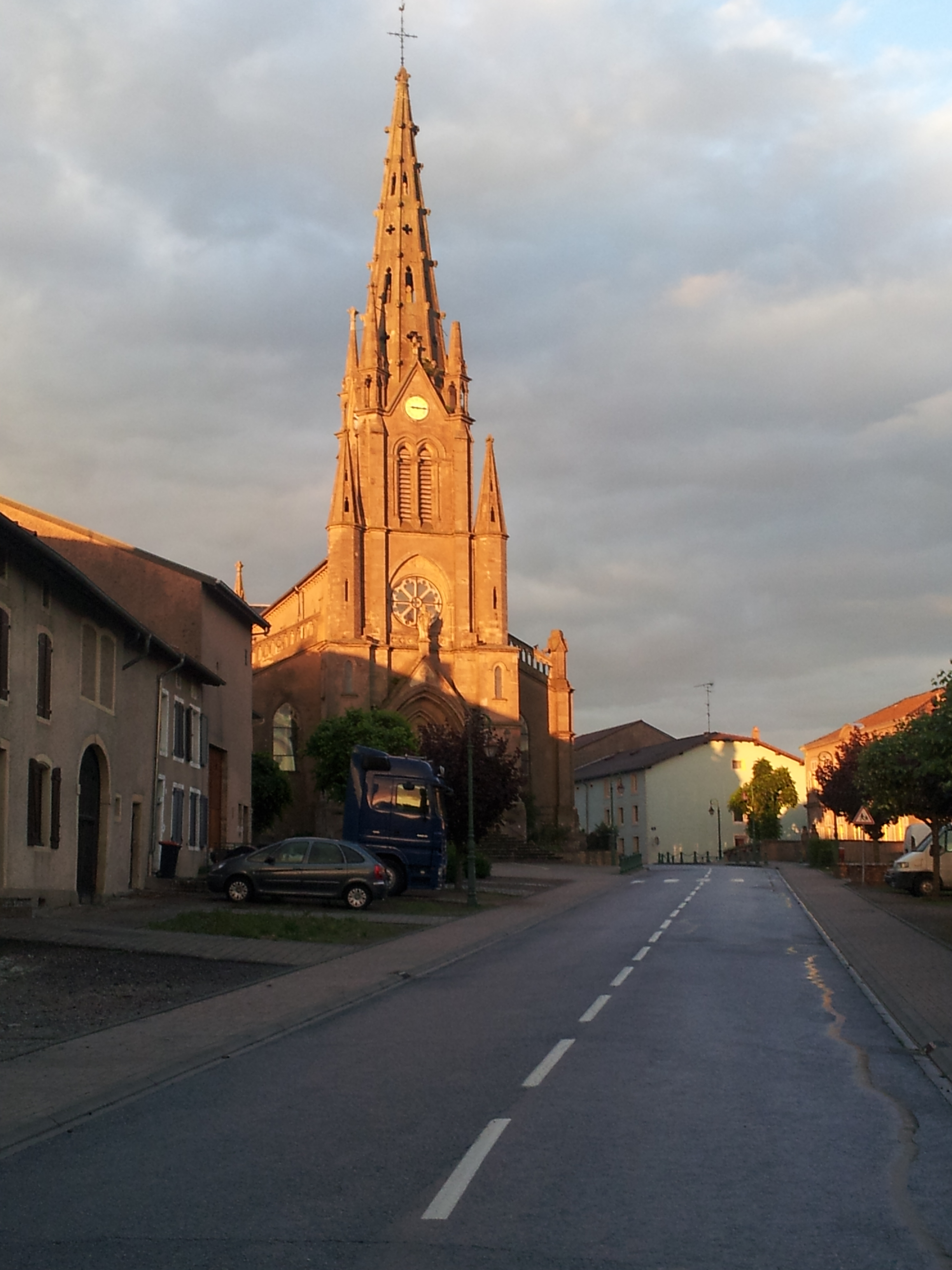
L’église sous le Soleil